# Callocephalon fimbriatum
Il cacatua gang gang (Callocephalon fimbriatum (J.Grant, 1803)) è un uccello della famiglia dei Cacatuidi.